# Takanakuy
Takanakuy (Quechua “Taka” soco “takay” socar e “nakuy” fazer-se mutuamente algo) é uma  tradição da província de Chumbivilcas, próxima ao  Cuzco, em Peru.  Em que há duelos de luta  entre membros da comunidade, com oponentes de similares características. Os duelos usam-se para arranjar velhas querelas ou simplesmente pelo desejo de participar da tradição, tudo dentro de um marco de festa.
A música e dança que costuma soar durante a festividade são as Huaylias. A prática tem suas origens no “Taki Unquy”, que foi uma resistência religiosa e cultural relacionada à invasão espanhola. Esta origem é similar ao de dança das tesouras.

## Descrição

### Trajes
Há cinco categorias de 'personagens' tradicionais retratados durante a cerimônia, com funções diferentes, baseados em símbolos culturais andinos. A maioria das vestimentas leva calças para cavalgar de couro, uma máscara de lana  colorida denominada uya chullo, que cobre toda a cara, a qual é característica da área regional de Chumbivilcas. Os uya chullos podem levar animais dissecados na parte superior. Têm  diferentes cores, desenhos e padrões têxteis.
Majeno
Majenos É o nível mais básico de enfeitar  a vestimenta de equitação tradicional. Um majeta é uma pessoa que vive perto o Rio Majes no Andes e o traje desta personagem está baseada neles. Calças de montar, uma gorra de couro, um harrington-como jaqueta peruana tradicional. O chullo que cobre a cara se chama uya chullu, o qual tem associações simbólicas abstratas e mostra quatro cores (vermelho, verde, amarelo, e alvo) os quais estão postos para representar os quatro quadrantes do universo. O propósito principal do uya chullu é para encobrir a identidade dos lutadores para impedir as tensões e as animosidades que persistem ao ano que vem.
Quarawatanna
É similar ao Majeta com a adição de uma jaqueta de couro, calças para montar de couro, e qualquer pássaro morto ou um caveira de veado acima da cabeça. A maioria dos indivíduos jovens nas comunidades autóctones elegem este categoria de lutador devido a seu fator de intimidação.
Negro
O aspecto deste vestido tenta retratar aos maestros de escravos (Capataces) durante os períodos coloniais; por exemplo, botas até os joelhos de couro, elegantes  calças de montar, uma boa camisa e colete, um lenço bordado em rosa ou azul bebe, uma coroa de cartão com papel de envoltório reluzente nos lados e uma estrela na parte superior. Então a personagem tem que dançar em círculos como um galo, ao qual esta personagem associa seu animal espírito. Esta categoria de vestimenta era tradicionalmente reservado para os homens ricos na cidade e serviu em contraste ao arquétipo Majeno. Com o tempo, o carácter supunha menos ao homem rico e mais  ao traje dos lutadores superiores'.
Langos
A palavra peruana langos traduz-se por gafanhoto,  e este traje está facto para parecer-se a uma. A vestimenta está feito de material reluzente, e com frequência a personagem leva um pássaro morto para representar a morte que tem  causado na área, nos 1940s.
Q'ara Gallo
Este lutador concreto não leva nenhum tipo diferente de vestimenta atribuído à cultura andina, mas ainda participa na procissão, mas não das cerimônias de luta.

### Antes, durante e após as lutas
A procissão ao lugar do combate inicia-se com uns agudos falsetes, um método de produção de voz utilizada por cantores homens, especialmente tenores, para cantar as notas mais altas que sua faixa habitual, através das ruas. A procissão é orientada à família, como preparação para os meninos jovens quem observarão as violentas lutas mais tarde, no dia. Os meninos também vestem para a ocasião, normalmente parecendo à personagem de seu pai.
O propósito das lutas é para resolver conflitos com um indivíduo, amigo, membro da família ou para resolver conflitos territoriais que têm surgido durante o ano. O estilo de luta utilizado durante a celebração é relativamente similar às artes marciais, o qual implica chutes, socos, e velocidade de seus movimentos no ataque e esquive. As lutas têm períodos de três minutos.
Os lutadores desafiam a combater a seus adversários por seu primeiro nome e sobrenome. Ele pode, não aceitar, ou enviar um representante no seu nome. Então vão ao centro do círculo e começa a luta. Os homens que lutam têm que envolver suas mãos com uma tela, antes da luta, como proteção para que os nós dos punhos não possam fazer muito dano. Dar mordidas, bater aos que jazem no chão, ou o puxar do cabelo não está permitido durante a luta. O ganhador é selecionado baseado num knockout ou na decisão do juiz. Há  juízes quem levam chicotes para manter a multidão baixo controle. No início e ao final da luta, os adversários têm que se estreitar as mãos ou se dar um abraço.
Se o perdedor da luta discorda com o resultado, ele ou ela podem apelar para outra luta. Esta categoria de luta também exemplifica o nível  de valentia ou masculinidade que se supõe deveria existir entre a população masculina na comunidade de Santo Tomás.

### Música
O tipo da música tocada durante a cerimônia é conhecida como huaylia, waylilla ou wayliya. Esta música originada em 1960 como parte do Taki Unquy (movimento de resistência ideológica). As letras da huaylia giram ao redor da rejeição à autoridade, confrontação, e liberdade. O coro é repetido num bucle sem fim durante a procissão, ao centro da cidade. As pessoas originarias pensam que dançando huaylia transformassem-se em outra pessoa.

### Álcool
Há dias preliminares bebendo antes da celebração. No dia da celebração as pessoas da comunidade reúnem-se têm um almoço no local da igreja e bebem antes dos inícios das lutas. Após as lutas os lutadores beberão mais álcool para não sentir a dor causada durante as brigas.

### Localização
A celebração principal é nos Andes peruanos na província de Chumbivilcas a qual tem uma população de cerca de 300 pessoas, mas durante a celebração cerca de 3000 pessoas reúnem-se para olhar as lutas. Há uma segunda celebração com lugar no dia após Natal no povo de Llique, localizado na província de Cusco. É onde os melhores lutadores  de múltiplos povos se congregam para libertar a energia negativa reprimida entre os homens mais fortes, mulheres, e inclusive meninos. Não há nenhum polícia, nenhum serviço militar e nenhum serviço do governo nestas comunidades. A celebração de Takanakuy esta agora difundida a cidades satélites das grandes cidades de Arequipa, Cusco e Lima. 
O takanakuy não é originário de Chumbivilcas senão de Patahuasi, distrito de Haquira, província de Cotabambas região Apurimac, os patahuasinos que o praticaram pela primeira vez quiseram imitar ao "kuchuscha dos chopqas da região Huancavelica, os chumbivilquinos adotaram dita costume dos patahuasinos, em Apurimac é praticado nas províncias de Cotabambas e Grau.

### Data
Esta prática originaria tem lugar o 25 de dezembro ou como algumas  pessoas estrangeiras, que não têm este costume o veem, no Dia de Natal. Um professor da  comunidade de Santo Tomás assinala à importância da cerimônia violenta num dia percebido pacífico. "Há um significado social para isso. Precisamente o de resolver conflitos, e também como uma forma de catarse social."

## Movimento contemporâneo
Apesar de que historicamente o governo de Lima tem tentado erradicar o Takanakuy, a celebração se expandiu as periferias urbanas como de Arequipa, Cuzco e Lima. Pessoas não indígenas (descendentes) agora participam neste  costume cultural, originalmente Incaica. Esta celebração tem cruzado barreiras de classe social. Pessoas de classe média e classe média alta estão agora também participando da celebração. Recentemente há várias tentativas de compreender o significado do Takanakuy.